# Теренс Трент Д’Арби
Сананда Франческо Маитреја (енгл. Sananda Francesco Maitreya; 15. март 1962), рођен као Теренс Трент Хауард (енгл. Terence Trent Howard), а најпознатији по уметничком имену
Теренс Трент Д’Арби (енгл. Terence Trent D'Arby), амерички је музичар и текстописац.

## Детињство и младост
Теренс је рођен на Менхетну 1962. године. Подигли су га његова мајка и његов очух.
Од детињства је почео да тренира бокс те је и освојио медаљу на такмичењу Golden Gloves у лакој категорији. 
Од факултета га је одвојио рат те је регрутован у западну Немачку. Док је био у Западној Немачкој, радио је и као бенд лидер са бендом The Touch, објављујући албум Love On Time (1984). Касније је поново реиздат 1989. године као Early Works. Године 1986. напустио је западну Немачку и отишао за Лондон, где је кратко свирао са The Bojangles, након чега је потписао уговор о соло снимању.

## Каријера
Његов албум првенац је био Introducing the Hardline According to Terence Trent D'Arby, који је изашао јула 1987. године је његов најкомерцијалнији албум. На том албуму су се нашли хитови: "If You Let Me Stay", "Wishing Well", "Dance Little Sister", и "Sign Your Name". Са овим албумом је добио Греми награду за најбољи мушки R&B вокал 1988. године. 
Следеће године је издао албум под називом Neither Fish Nor Flesh и тек 1993. издаје албум Symphony or Damn. Овај албум је у себи имао популарне хитове попут "Delicate" и "She Kissed Me". Из тог разлога је албум био на четвртом месту најбољих албума у Уједињеном Краљевству. 1995. године је издао албум Vibrator након чега је имао светску турнеју. 
Године 1999, је мењао певача INXS - а на отварању Олимпијских игара у Сиднеју.

### Сананда Маитреја
Усвојио је ново име Сананда Маитреја, за шта је рекао да се односи на серију снова које је имао 1995. године, иако нема никакве религиозне везе, име значи "поновно рођење" на санскрту.
Легално је променио своје име шест година касније 4. октобра 2001. године, објашњавајући: "Теренс Трент Д’Арби је мртав ... гледао је његову патњу док је умро племенитом смрћу. Након интензивног бола, нашао сам нови дух, нову вољу, нови идентитет". Исте године је отворио продуценстку кућу Treehouse Pub и издао је албум Wildcard. 
Године 2002. се преселио у Милано, Италију где је снимао албум под називом Angels & Vampires - Volume II који је изашао тек 2006. године. Наредне године је издао албум Angels & Vampires а 2009. године Nigor Mortis: A Critical Mass. 
Године 2015. је издао албум The Rise of the Zugebrian Time Lords. 